# Чемпіонат острова Маю з футболу
Чемпіонат острова Маю з футболу або Liga Insular do Maio — чемпіонат острова Маю з футболу, який було створено приблизно в 1980-их роках.

## Формат турніру
Турнір проводиться за системою ліги, в турнірі беруть участь сім команд, які грають одна проти одної двічі, один матч — вдома і один — на виїзді, всього 12 матчів. Переможець кожного розіграшу чемпіонату острова виступає в Чемпіонаті Кабо-Верде кожного сезону.

## Клуби-учасниці Чемпіонату сезону 2015-16 років

### Команди-учасниці
- Академіка да Кальєта
- Баррейренше
- Бейра-Мар
- Морреренше
- Онсе Унідуш
- Сантана ді Моррінью
- Академіку 83

## Не виступають
- Крузейру
- Реал Марітіму
- Фігуейренше
- Марімар

## Переможці
- 1990/91 : Академіку 83
- 1991/92 : Онсе Унідуш
- 1992/93 : Академіку 83
- 1993/94 : Академіку 83
- 1994/95 : Онсе Унідуш
- 1995/96 : Онсе Унідуш
- 1996/97 : Бейра-Мар
- 1997/98 : Академіку 83
- 1998/99 : Онсе Унідуш
- 1999/2000 : не відбувся
- 2000/01 : Онсе Унідуш
- 2001/02 : Онсе Унідуш
- 2002/03 : Онсе Унідуш
- 2003/04 : Онсе Унідуш
- 2004/05 : Онсе Унідуш
- 2005/06 : Баррейренше
- 2006/07 : Академіка да Кальєта
- 2007/08 : Академіка да Кальєта
- 2008/09 : Онсе Унідуш
- 2009/10 : Баррейренше
- 2010/11 : Онсе Унідуш
- 2011/12 : Академіку 83
- 2012/13 : Академіку 83
- 2013/14 : Академіка да Кальєта
- 2014/15 : Академіку 83

## Перемоги по клубах
| Клуб                 | Перемог | Переможні роки                                                   |
| -------------------- | ------- | ---------------------------------------------------------------- |
| Онсе Унідуш          | 11      | 1992, 1995, 1996, 1999, 2001, 2002, 2003, 2004, 2005, 2009, 2011 |
| Академіку 83         | 8       | 1990, 1993, 1994, 1995, 1998, 2012, 2013, 2015                   |
| Академіка да Кальєта | 3       | 2007, 2008, 2014                                                 |
| Баррейренше          | 2       | 2006, 2010                                                       |
| Бейра-Мар            | 1       | 1997                                                             |